# Abel Gardey
Abel Gardey, né le 21 novembre 1882 à Margouët-Meymes (Gers) et mort le 23 septembre 1957  à Pouylebon (Gers), est un homme politique français.

## Biographie
Abel Gardey est le fils d'un instituteur gersois. Après des études à l'université de Bordeaux où il obtient son doctorat en droit, avocat à la cour d'appel de Paris, il milite dans les rangs du Parti radical-socialiste. 

## Distinctions
- Chevalier de la Légion d'honneur le 25 décembre 1935

## Carrière politique
Il est conseiller général d'Aignan en 1910, député du Gers de 1914 à 1919, conseiller général d'Auch et président du Conseil général du Gers en 1919, et maire de Villecomtal-sur-Arros, où il possède une belle demeure, en 1930.
Il est sénateur du Gers de 1924 à 1940, rapporteur du budget de l'Agriculture, puis rapporteur à la Commission des Finances en 1932, ministre de l'Agriculture en 1932, ministre de la Justice en 1933, ministre du Budget en 1934. De 1931 à 1940, il est rapporteur général de la commission des finances au Sénat. Le 10 juillet 1940, il vote les pleins pouvoirs au maréchal Pétain.
Président du Conseil général du Gers jusqu'en 1940, il se représente en 1946, mais est battu aux législatives, puis aux sénatoriales, en 1948. Il est de nouveau élu député du Gers en 1951. La même année, il est élu conseiller général du canton de Montesquiou. Après un échec aux sénatoriales de 1955, il ne se représente pas et meurt l'année suivante.

### Postes ministériels
Abel Gardey a obtenu comme premier poste ministériel celui de ministre de l'Agriculture, qu'il occupa du 3 juin au 18 décembre 1932 dans le gouvernement Édouard Herriot (3). Il a ensuite été nommé au poste de garde des Sceaux du 18 décembre 1932 au 31 janvier 1933 dans le gouvernement Joseph Paul-Boncour. Pour finir sa carrière ministérielle, on lui confia le poste de ministre du Budget du 26 octobre au 24 novembre 1933 dans le gouvernement Albert Sarraut.

## En savoir plus